# Brian Gibbs
Brian Gibbs (Gillingham, 6 de octubre de 1936 - ibídem, 27 de enero de 2014) fue un entrenador y jugador de fútbol británico que jugaba en la demarcación de delantero.

## Biografía
Brian Gibbs fichó por el AFC Bournemouth tras hacer su debut un año antes con el Gosport Borough FC. Con el Bournemouth jugó un total de 58 y partidos y marcó 15 goles. Tras cinco temporadas en el club, fue traspasado al Gillingham FC. Con el equipo marcó 110 goles en 284 partidos jugados. Además ganó la Football League Fourth Division en 1964. En 1968 el Colchester United FC se hizo con los servicios del jugador. Jugó 174 partidos y marcó 40 goles. Con el club tan sólo pudo hacerse con la Watney Cup en 1972. Finalmente, tras ser traspasado al Bletchley Town FC, se retiró como futbolista en 1973. En 1975 se convirtió en el entrenador del New Bradwell St Peter FC por una temporada.
Brian Gibbs falleció el 27 de enero de 2014 en Gillingham a los 77 años de edad.

## Clubes
| Club                 | País       | Año         | Partidos | Goles |
| -------------------- | ---------- | ----------- | -------- | ----- |
| Gosport Borough FC   | Inglaterra | 1956 - 1957 | ¿?       | ¿?    |
| AFC Bournemouth      | Inglaterra | 1957 - 1962 | 58       | 15    |
| Gillingham FC        | Inglaterra | 1962 - 1968 | 284      | 110   |
| Colchester United FC | Inglaterra | 1968 - 1972 | 174      | 40    |
| Bletchley Town FC    | Inglaterra | 1972 - 1973 | ¿?       | ¿?    |

## Palmarés

### Campeonatos nacionales
| Título                          | Club                 | País       | Año  |
| ------------------------------- | -------------------- | ---------- | ---- |
| Football League Fourth Division | Gillingham FC        | Inglaterra | 1964 |
| Watney Cup                      | Colchester United FC | Inglaterra | 1972 |